# Liparis
Liparis es un género de peces de la familia Liparidae, del orden Scorpaeniformes. Este género marino fue descrito científicamente en 1777 por Giovanni Antonio Scopoli.

## Especies
Especies reconocidas del género:
- Liparis adiastolus Stein, C. E. Bond & Misitano, 2003
- Liparis agassizii Putnam, 1874
- Liparis alboventer (Krasyukova, 1984)
- Liparis antarcticus Putnam, 1874
- Liparis atlanticus (D. S. Jordan & Evermann, 1898)
- Liparis barbatus Ekström (sv), 1832[2]
- Liparis bikunin Matsubara & Iwai, 1954
- Liparis brashnikovi Soldatov, 1930
- Liparis bristolensis (Burke, 1912)
- Liparis burkei (D. S. Jordan & W. F. Thompson, 1914)
- Liparis callyodon (Pallas, 1814)
- Liparis catharus K. D. Vogt, 1973
- Liparis chefuensis H. W. Wu & Ki. Fu. Wang, 1933
- Liparis coheni Able, 1976
- Liparis curilensis (C. H. Gilbert & Burke, 1912)
- Liparis cyclopus Günther, 1861
- Liparis dennyi D. S. Jordan & Starks, 1895
- Liparis dubius Soldatov, 1930
- Liparis dulkeiti Soldatov, 1930
- Liparis eos Krasyukova, 1984
- Liparis fabricii Krøyer, 1847
- Liparis fishelsoni J. L. B. Smith, 1967
- Liparis florae (D. S. Jordan & Starks, 1895)
- Liparis frenatus (C. H. Gilbert & Burke, 1912)
- Liparis fucensis C. H. Gilbert, 1896
- Liparis gibbus T. H. Bean, 1881
- Liparis grebnitzkii (P. J. Schmidt, 1904)
- Liparis greeni (D. S. Jordan & Starks, 1895)
- Liparis inquilinus Able, 1973
- Liparis kusnetzovi Taranetz, 1935
- Liparis kussakini Pinchuk, 1976
- Liparis latifrons P. Y. Schmidt, 1950
- Liparis liparis (Linnaeus, 1766)
- Liparis maculatus Krasyukova, 1984
- Liparis marmoratus P. Y. Schmidt, 1950
- Liparis mednius (Soldatov, 1930)
- Liparis megacephalus (Burke, 1912)
- Liparis micraspidophorus (C. H. Gilbert & Burke, 1912)
- Liparis miostomus Matsubara & Iwai, 1954
- Liparis montagui (Donovan, 1804)
- Liparis mucosus Ayres, 1855
- Liparis newmani Cohen, 1960
- Liparis ochotensis P. J. Schmidt, 1904
- Liparis owstoni (D. S. Jordan & Snyder, 1904)
- Liparis petschiliensis (Rendahl (de), 1926)
- Liparis pravdini P. Y. Schmidt, 1951
- Liparis pulchellus Ayres, 1855
- Liparis punctatus P. Y. Schmidt, 1950
- Liparis punctulatus (S. Tanaka (I), 1916)
- Liparis rhodosoma Burke, 1930
- Liparis rotundirostris Krasyukova, 1984
- Liparis rutteri (C. H. Gilbert & Snyder, 1898)
- Liparis schantarensis (Lindberg & Dulkeit, 1929)
- Liparis schmidti Lindberg & Krasyukova, 1987
- Liparis tanakae (C. H. Gilbert & Burke, 1912)
- Liparis tartaricus Soldatov, 1930
- Liparis tessellatus (C. H. Gilbert & Burke, 1912)
- Liparis tunicatiformis Krasyukova, 1984
- Liparis tunicatus J. C. H. Reinhardt, 1836
- Liparis zonatus Chernova, Stein & Andriashev, 2004

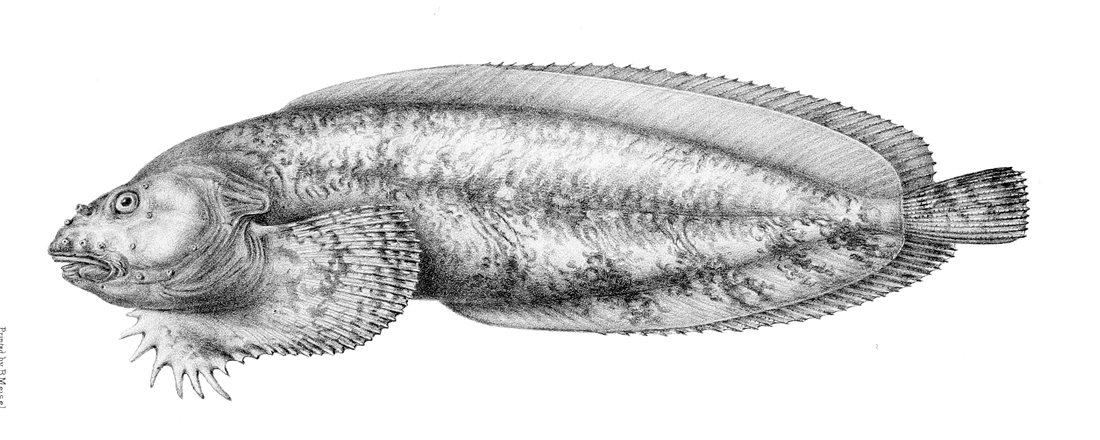
Liparis agassizii
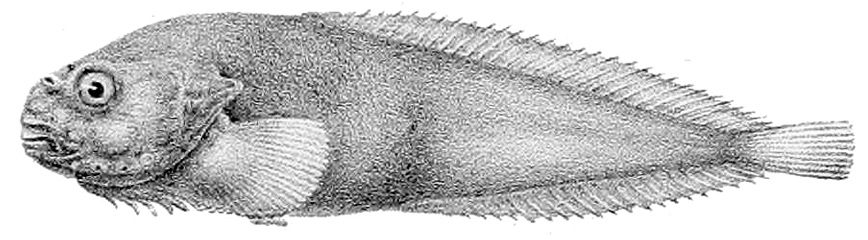
Liparis antarcticus
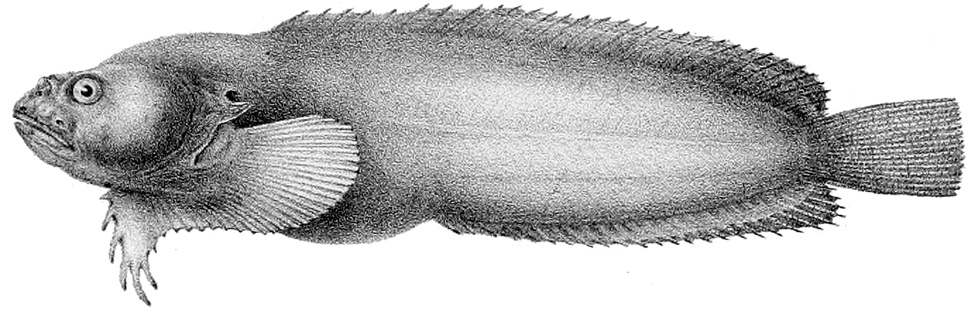
Liparis callyodon
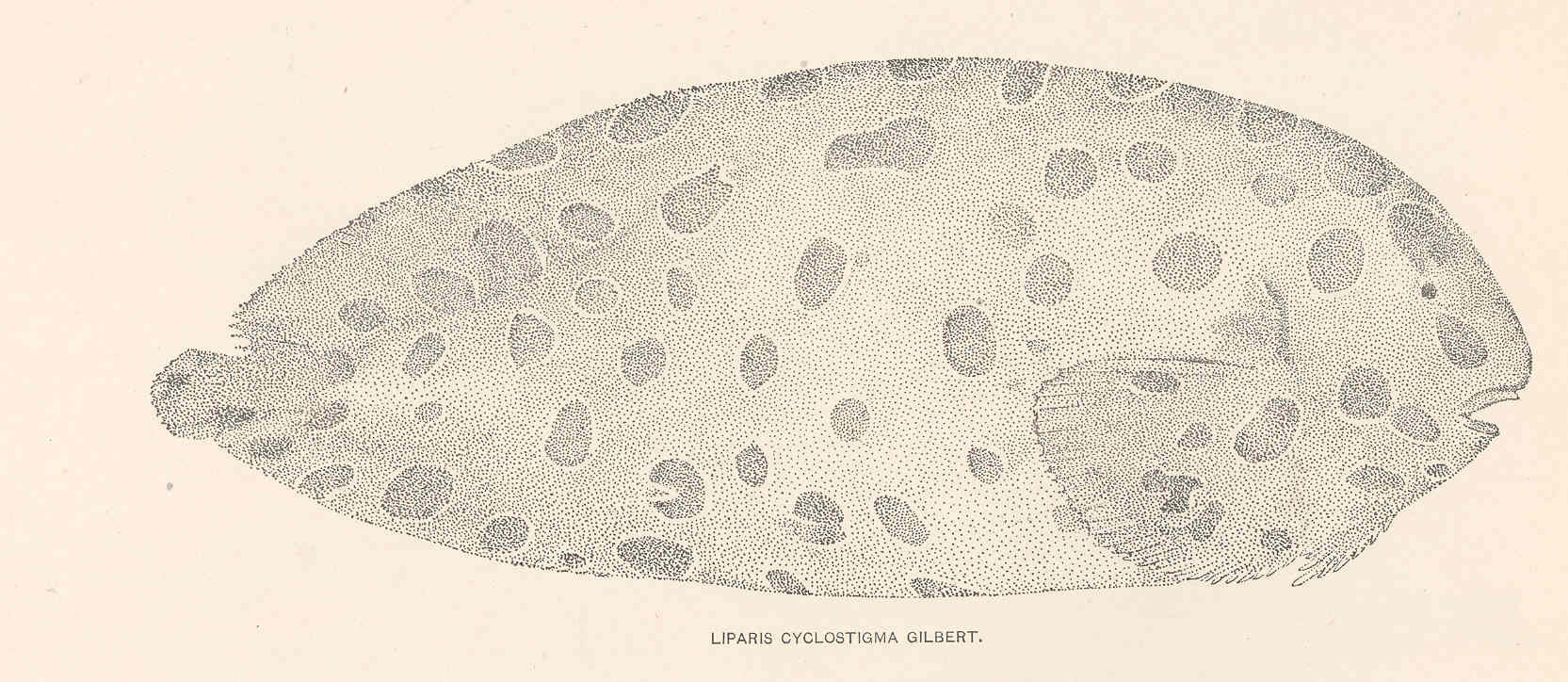
Liparis gibbus
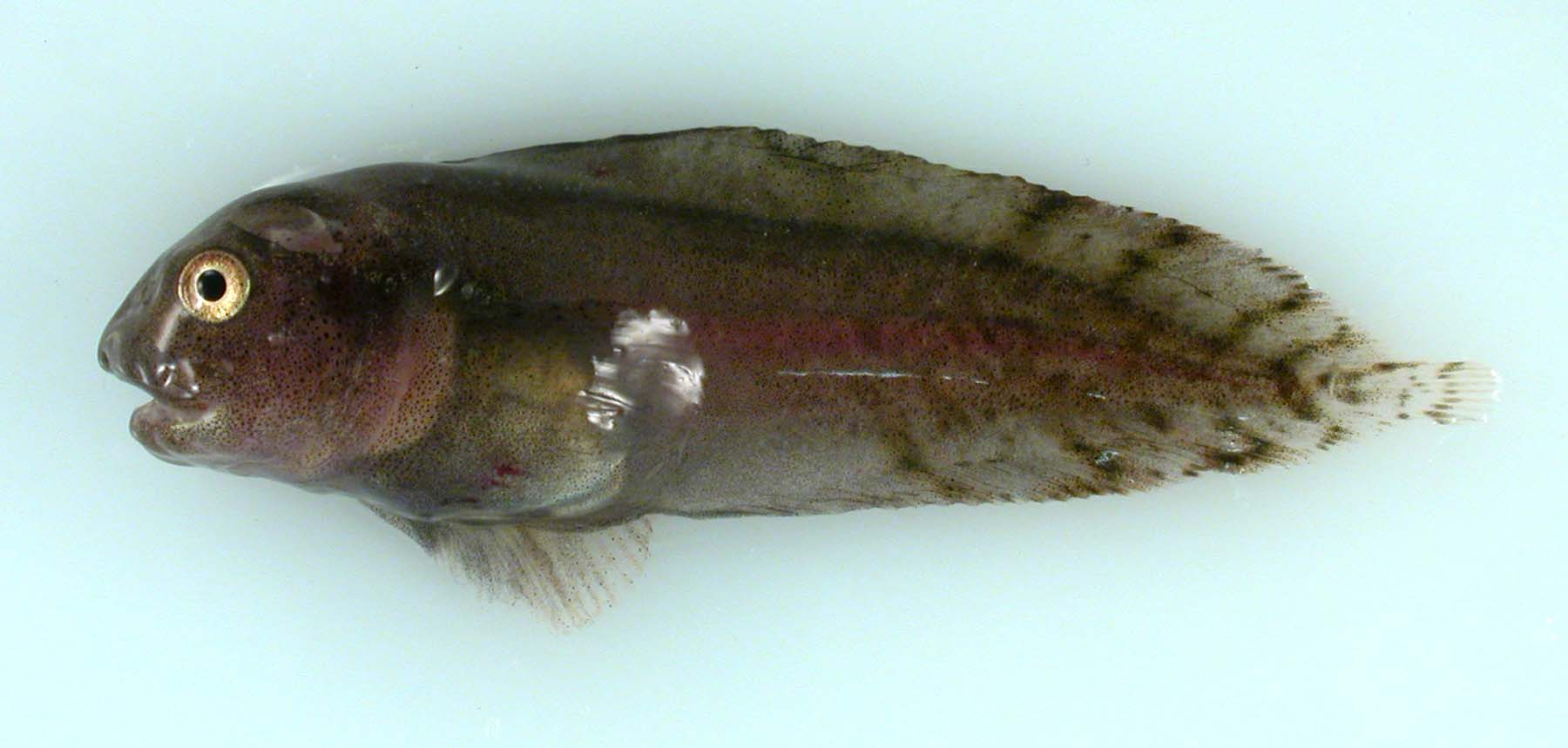
Liparis fabricii

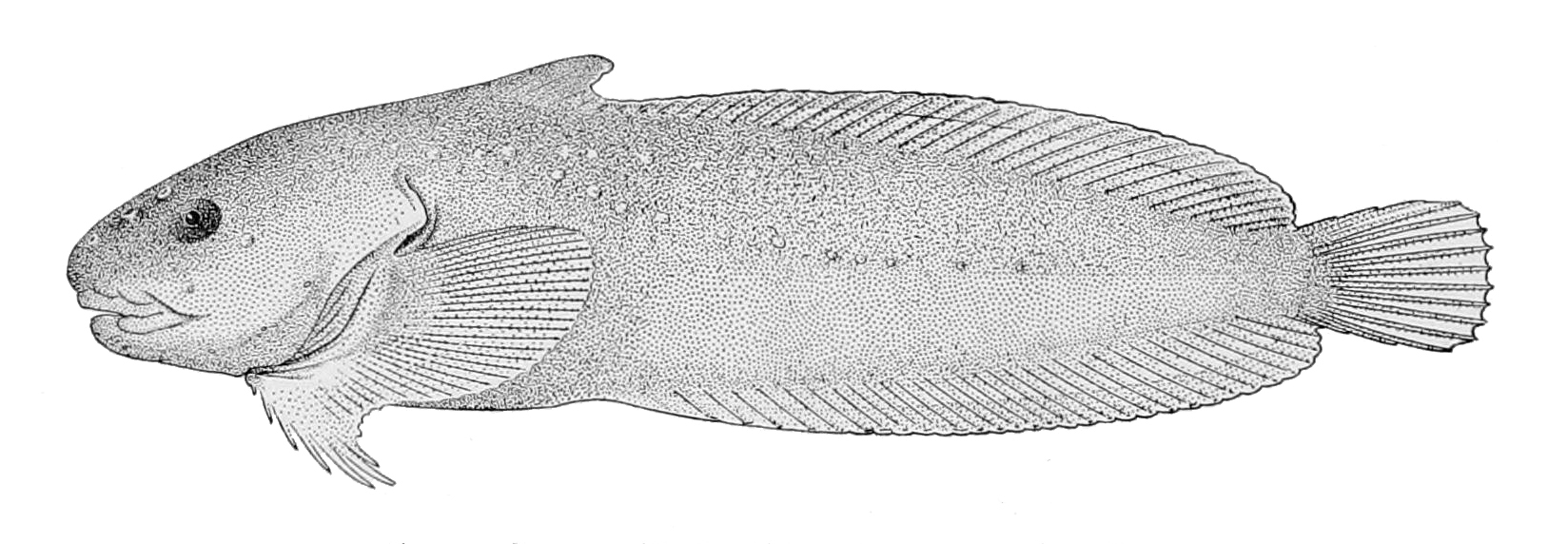
Liparis greeni
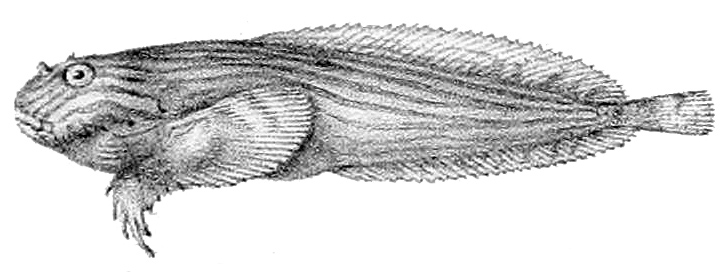
Liparis liparis
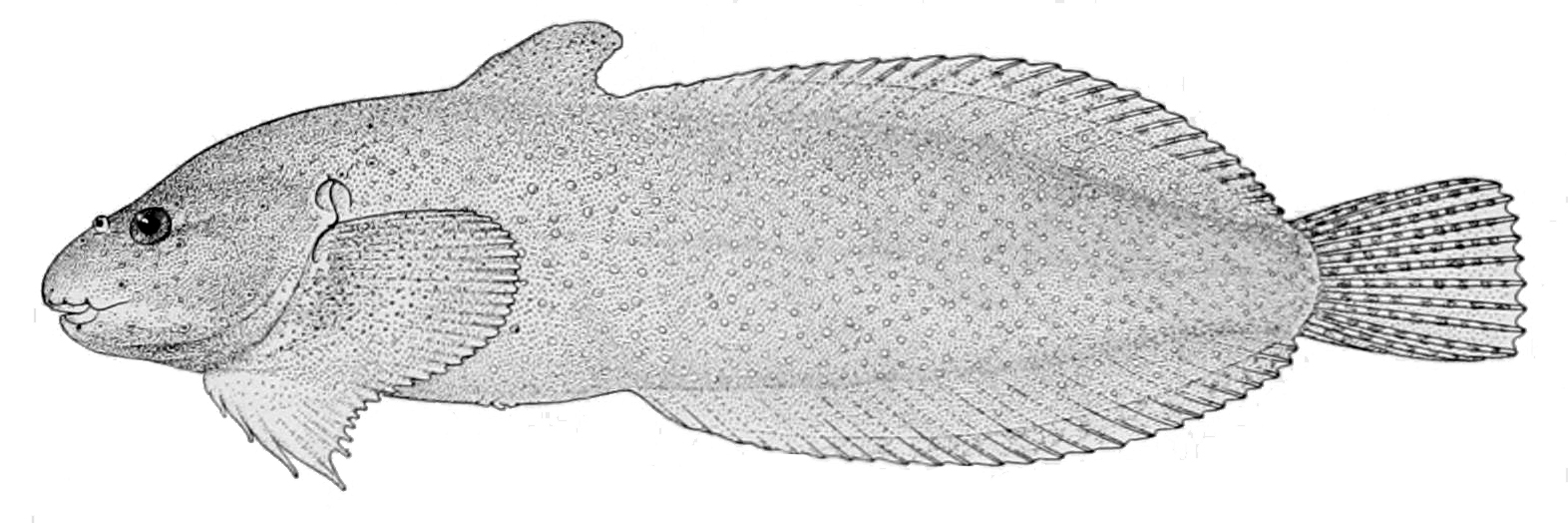
Liparis micraspidophorus
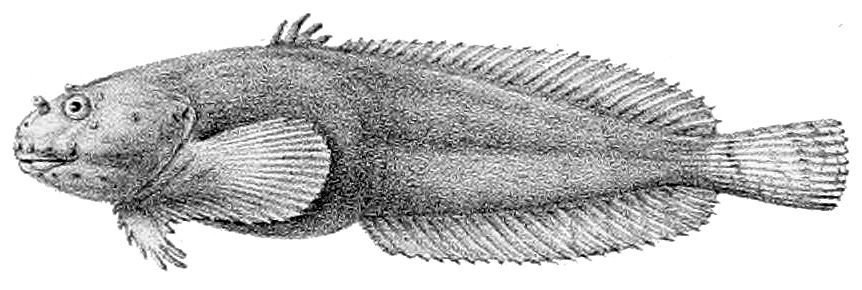
Liparis montagui
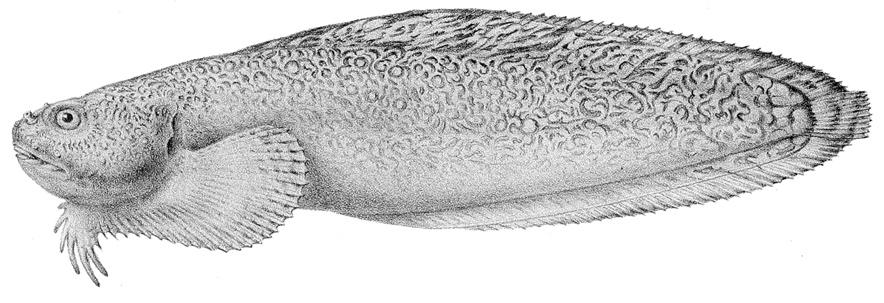
Liparis pulchellus